# Hypomicrogaster
Hypomicrogaster (лат.) — род мелких наездников подсемейства Microgastrinae из семейства Braconidae (Ichneumonoidea).

## Распространение
Неарктика и Неотропика.

## Описание
Мелкие паразитические наездники. От близких родов отличается двумя бороздками пронотума, крупными оцеллиями, размером яйцеклада, который равен 0,3—1,3 от длины задней голени, апикально расширенным первым тергитом, гладким; второй тергит субтреугольный. Проподеум морщинистый с ареолой. Лунулы треугольные. Жгутик усика 16-члениковый. Нижнечелюстные щупики 5-члениковые, нижнегубные щупики состоят из 3 сегментов. Дыхальца первого брюшного тергиты находятся на латеротергитах. Паразитируют на гусеницах бабочек.

## Классификация
Около 50 видов. Род был впервые выделен в 1898 году, а его валидный статус подтверждён американским энтомологом Уильямом Ричардом Мейсоном в 1981 году на основании типового вида Microgaster zonaria Say. Hypomicrogaster принадлежит к подсемейству Microgastrinae.
- Hypomicrogaster aodous Valerio, 2015[4]
- Hypomicrogaster aplebis Valerio, 2015[4]
- Hypomicrogaster apollion
- Hypomicrogaster areolaris
- Hypomicrogaster cernus Valerio, 2015
- Hypomicrogaster crocinus Valerio, 2015
- Hypomicrogaster daktulios Valerio, 2015
- Hypomicrogaster deltis Valerio, 2015
- Hypomicrogaster duo Valerio, 2015
- Hypomicrogaster ecus Nixon
- Hypomicrogaster epipagis Valerio, 2015
- Hypomicrogaster espera Valerio, 2015
- Hypomicrogaster evrys Valerio, 2015
- Hypomicrogaster fomes
- Hypomicrogaster gerontius
- Hypomicrogaster guille Valerio, 2015
- Hypomicrogaster hektos Valerio, 2015
- Hypomicrogaster helle
- Hypomicrogaster hupsos Valerio, 2015
- Hypomicrogaster imitator
- Hypomicrogaster ingensis Valerio, 2015
- Hypomicrogaster insolitus Valerio, 2015
- Hypomicrogaster inversalis Valerio, 2015
- Hypomicrogaster koinos Valerio, 2015
- Hypomicrogaster tantillus Valerio, 2015
- Hypomicrogaster tetra Valerio, 2015
- Hypomicrogaster tydeus Nixon
- Hypomicrogaster vacillatrix
- Hypomicrogaster zan Valerio, 2015[4]
- Hypomicrogaster zonaria
- Другие виды